# Johanniskirche (Penzenhofen)

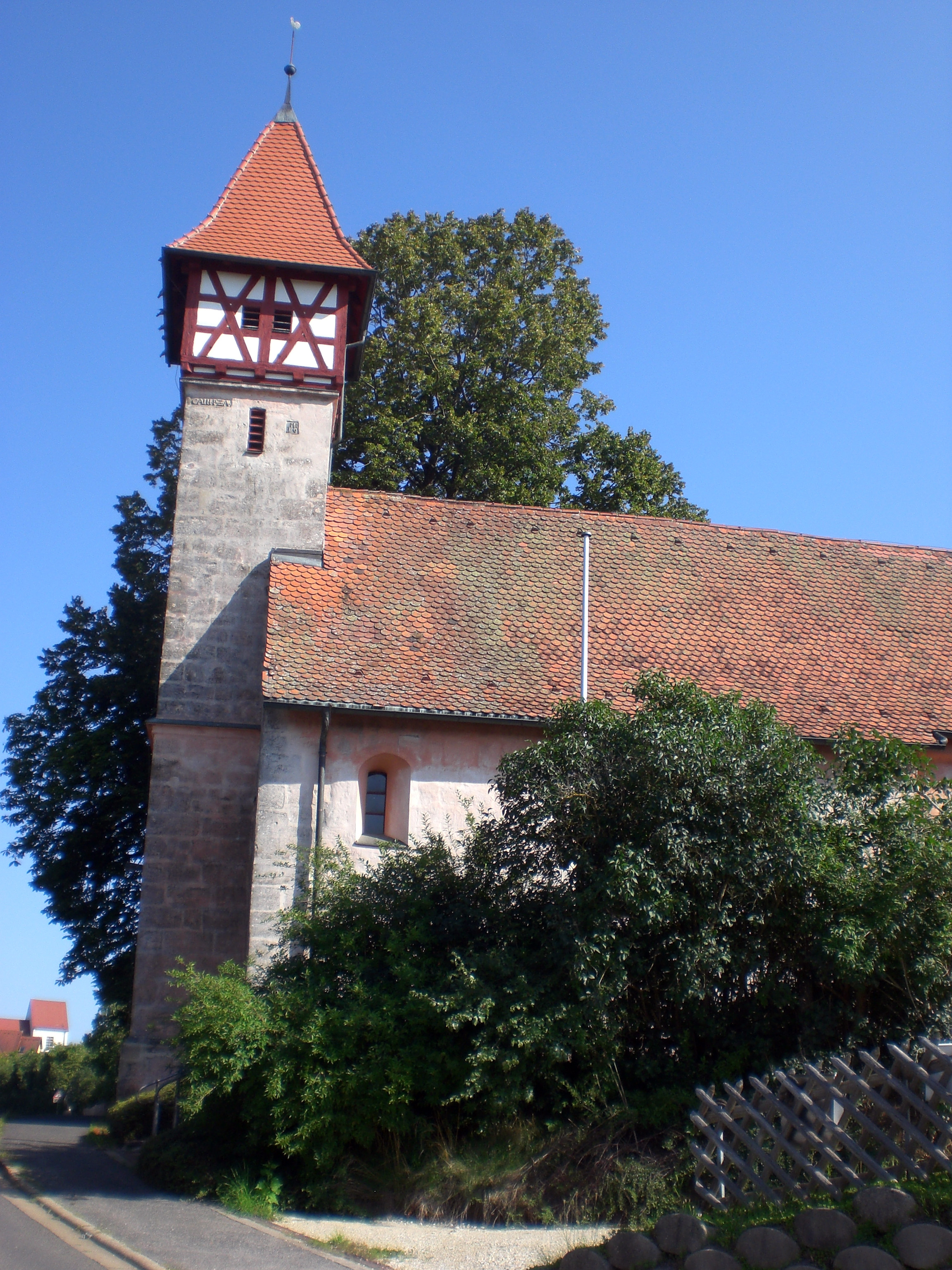
Johanniskirche in Penzenhofen

Die Johanniskirche ist eine evangelische Kirche in Penzenhofen, einem Ortsteil der mittelfränkischen Gemeinde Winkelhaid. Sie ist ein geschütztes Baudenkmal. Die Adresse der Kirche ist Altenthanner Straße 3, 90610 Winkelhaid.
Die evangelisch-lutherische Pfarrkirche ist Johannes dem Täufer gewidmet. Es ist das älteste Gebäude in Penzenhofen. Der Saalbau mit rechteckigem, leicht eingezogenem Chor und Turm mit Spitzhelm besteht aus Sandstein. 1690/91 erfolgte eine durchgreifende Wiederherstellung. Turmkranzgeschoss und Fachwerk wurden 1948 erneuert.
Bereits von der Ferne aus ist die Saalkirche mit dem schlanken Viereckturm und Fachwerk sichtbar.
Die Kirche gehört zusammen mit Dreieinigkeitskirche zur Kirchengemeinde Winkelhaid.